# Фюзер (замок)
Фюзер (венг. Füzér, словац. Fizér) — средневековый замок на высоком холме вулканического происхождения в непосредственной близости от поселения Фюзер, в провинции (медье) Боршод-Абауй-Земплен, в регионе Северная Венгрия, Венгрия. Первое письменное упоминание о замке датируется 1264 годом. Однако, вероятно, укрепление на этом месте существовало ещё до монгольского нашествия. Считается, что крепость возвели представители влиятельного рода Аба в эпоху Арпадского королевства. Особенностью сооружения можно считать то, что Фюзер, возможно, один из первых каменных замков Венгрии. В XIII веке король Андраш II купил замок, но затем вернул его роду Аба. После битвы при Розгоновцах крепость конфисковал новый правитель Карл Роберт. По его воле Фюзер стал собственностью знатного рода Другеты, а затем рода Перени. Когда Габор Перени умер в 1567 году, не оставив сыновей, замок перешёл сначала под контроль семьи Батори, а затем Надашди. После заговора Зринских — Франкопана замок был конфискован, а затем сожжён и заброшен.
Ценность исторического памятника, превратившегося в руины, вновь осознали в XIX веке в период романтизма. С тех пор Фюзер был отремонтирован и взят под охрану государства как ценный образец средневековой архитектуры. В 1977 году в замке проводились археологические раскопки. Масштабные реставрационные работы в цитадели начались в 1992 году. Между 2014 и 2016 годами были восстановлены форбург (так называемый Нижний замок), замковая капелла, дворцовое крыло и бастион Верхнего замка. На сегодня Фюзер одна из наиболее добротно и полно отреставрированных средневековые крепостей Венгрии. Благодаря живописным видам, которые открываются из цитадели, Фюзер является популярным туристическим объектом и является частью известного пешеходного маршрута. По своему типу крепость относится к замкам на вершине. 

## Расположение

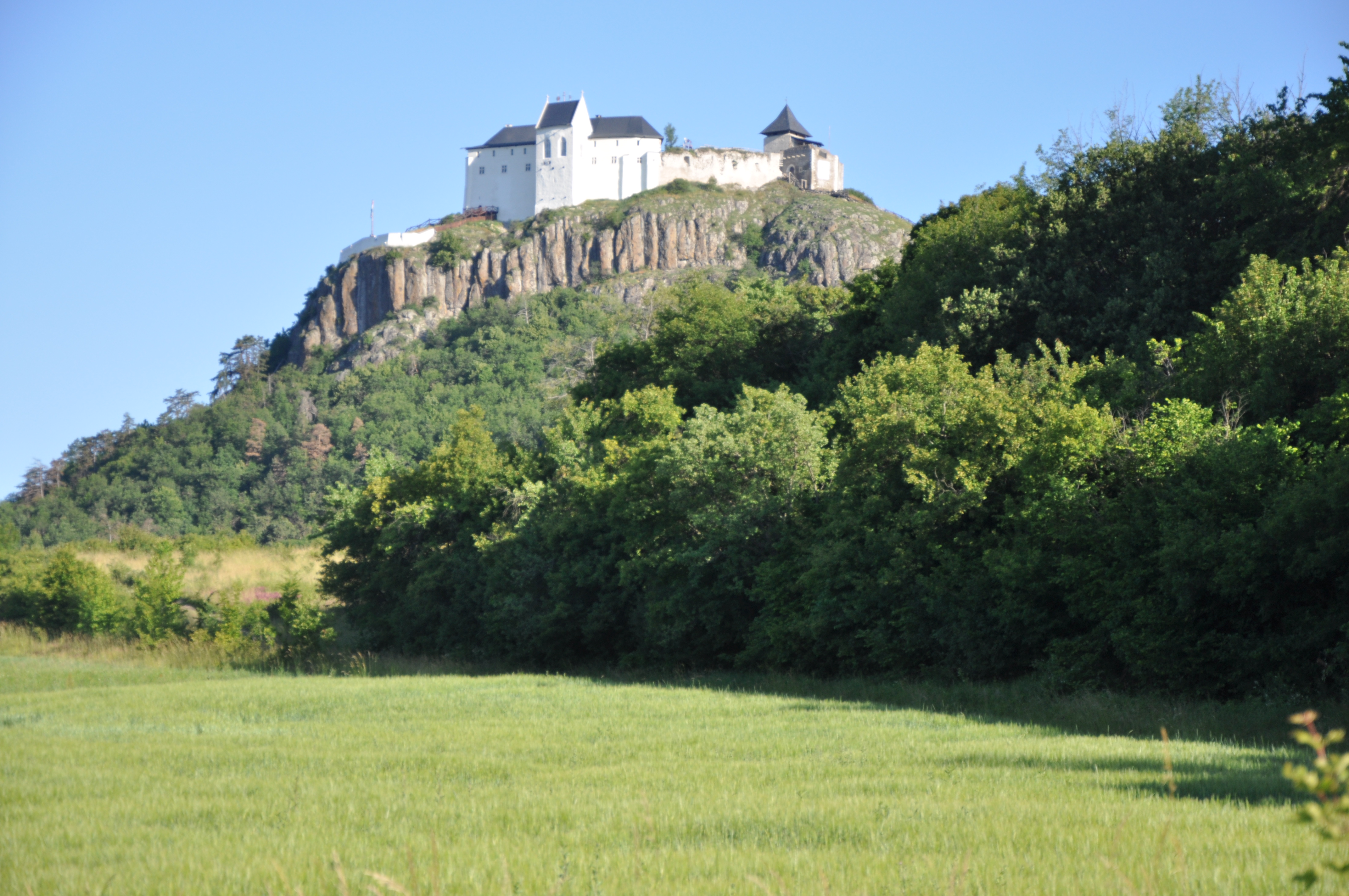
Замок с юго-восточной стороны

Замок расположен среди массива Северовенгерских гор. Эта область является частью Токайско-Земпленских гор и входит в ландшафтный заповедник Земплен. Холм, на которой построен замок, возвышающаяся на 170 метров над поселением Фюзер. Холм геологически является частью вулканических Прешовско-Токайских гор. Неподалеку на территории бывших уездов Хевеш и Абов в Средние века имелось ещё несколько замков. Из них в виде руин сохранились Беневар, Сирок, Марказ, Гёнц, Регеч и Болдогкё. С вершины холма открывается прекрасный вид на долину Надь-Милич, покрытые лесом вершины горного хребта Харомхутай и холмы котловины Фельсо-Хедькез.

## История

### Основание

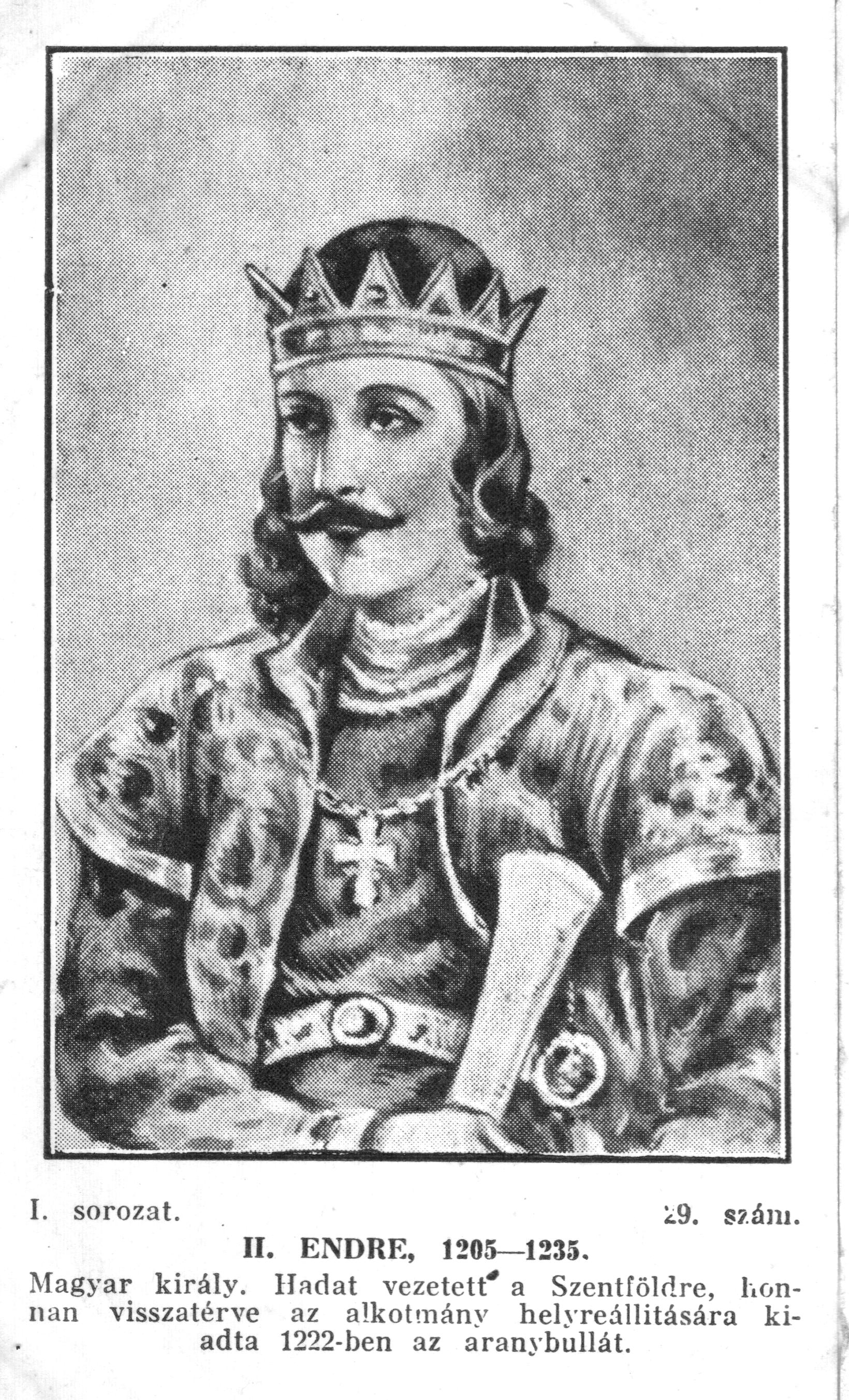
Король Андраш II

Из-за крутизны склонов окружающих местность холмов и плотного лесного покрова данный регион  долгое время слабо заселён земледельцами. Об истории этой местности в период X-XII веков имеется очень мало сведений. Первые письменные упоминания о регионе относятся к XIII веку. Тогда же в источниках появляется название замка Фюзер. Данная область в ту эпоху принадлежали знатному роду Аба. Часо можно встретить утверждения, что представители этой семьи и возвели каменную крепость и назвали её в честь основателя династии Заранда Фюзери. Согласно грамоте от 1264 года, замок когда-то находился в собственности некоего Слепого Андроника, потомка компольтской ветви рода. Он продал крепость королю Андрашу II. Уверенно можно говорить, что до 1235 года замок в любом случае уже был построен. Дополнительным доказательством служит обнаруженный здесь при раскопках денарий архиепископа Эберхарда II Зальцбургского, отчеканенный между 1200 и 1246 годами.
Считается, что Фюзер был одним из первых частных каменных замков. Лишь очень богаты аристократические семьи могли позволить себе каменное строительство, которое обходилось чрезвычайно дорого. Регион стал быстро развиваться. Во второй половине XII века владения, окружавшие окрестности замка и входившие в состав владений рода Аба уже начитывали 11 деревень.
При выборе места для строительства замка главное значение придавалось удобству его обороны. Поэтому и был выбран холм с самыми крутыми склонами. Причём стратегической роли это место не играло, так как важный торговый путь из Земплена в Кошице проходил на серьёзном отдалении. Вполне возможно, что покупая замок, который не имел стратегического значения, король Андраш II, желал распространить свою непосредственную власть на эти земли.

### Эпоха монгольских нашествий

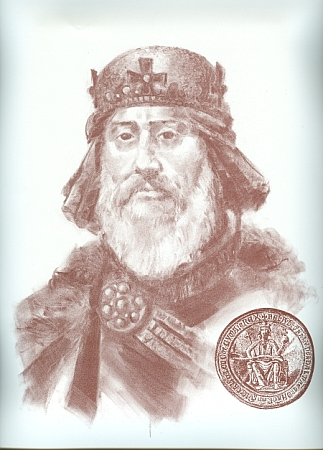
Король Бела IV

Во эпоху монгольских вторжений замок находился под контролем монарха. Примерно в 1262–1263 годах король Бела IV подарил Фюзер и прилегающее поместье своей дочери Анне, яркой представительнице династии Арпадов. За свои способности она была назначена баном Мачв и Славонии. Вскоре после этого, в 1264 году, принц Иштван, сын короля Белы IV, восставший против власти отца, смог захватить многие поместья региона и сам замок Фюзер. В связи с этим конфликтом в 1264 году папа Урбан IV издал буллу с требованием вернуть крепость монарху. Этот документ содержит первое письменное упоминание о замке. Грамота 1270 года сообщает, что, несмотря на папский призыв, Иштван не оставил Фюзер. Король попытался взять крепость в ходе осады. Но преданный мятежному принцу командир гарнизона Эндре Михаил дворянин из рода Росд, смог отстоять замок.
Принц, вступивший в 1270 году на престол под именем Иштвана V, подарил Фюзер Михаилу, бывшему кастеляну замка. Так монарх оценил прежние заслуги своего сторонника. У сына Михаила по имени Деметр не было наследников мужского пола, а сам он погиб в битве в 1282 году. 

### Под контролем рода Аба

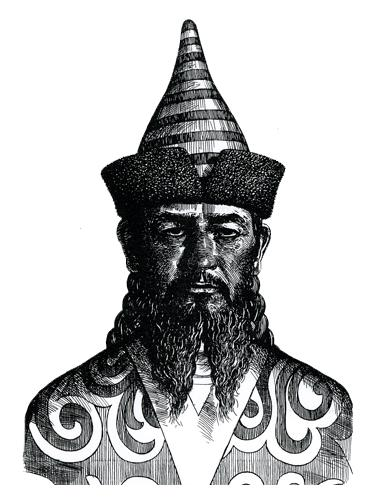
Король Ласло IV

После 1285 года замок вновь перешёл во владение семьи Аба. Её представитель Амадеус Аба был назначен королём Ласло IV палатином нескольких графств. Амадеус, получив под контроль обширные земли и став одним из самых влиятельных аристократов государства, вступил в конфликт с монархом. Правда, вскоре противоречия оказались урегулированы без кровопролития. Новый король Андраш III вернул Амаде все прежние титулы. После смерти Амадеуса его родственники отказались признать себя вассалами короля и начали против него войну. 

### XIV век

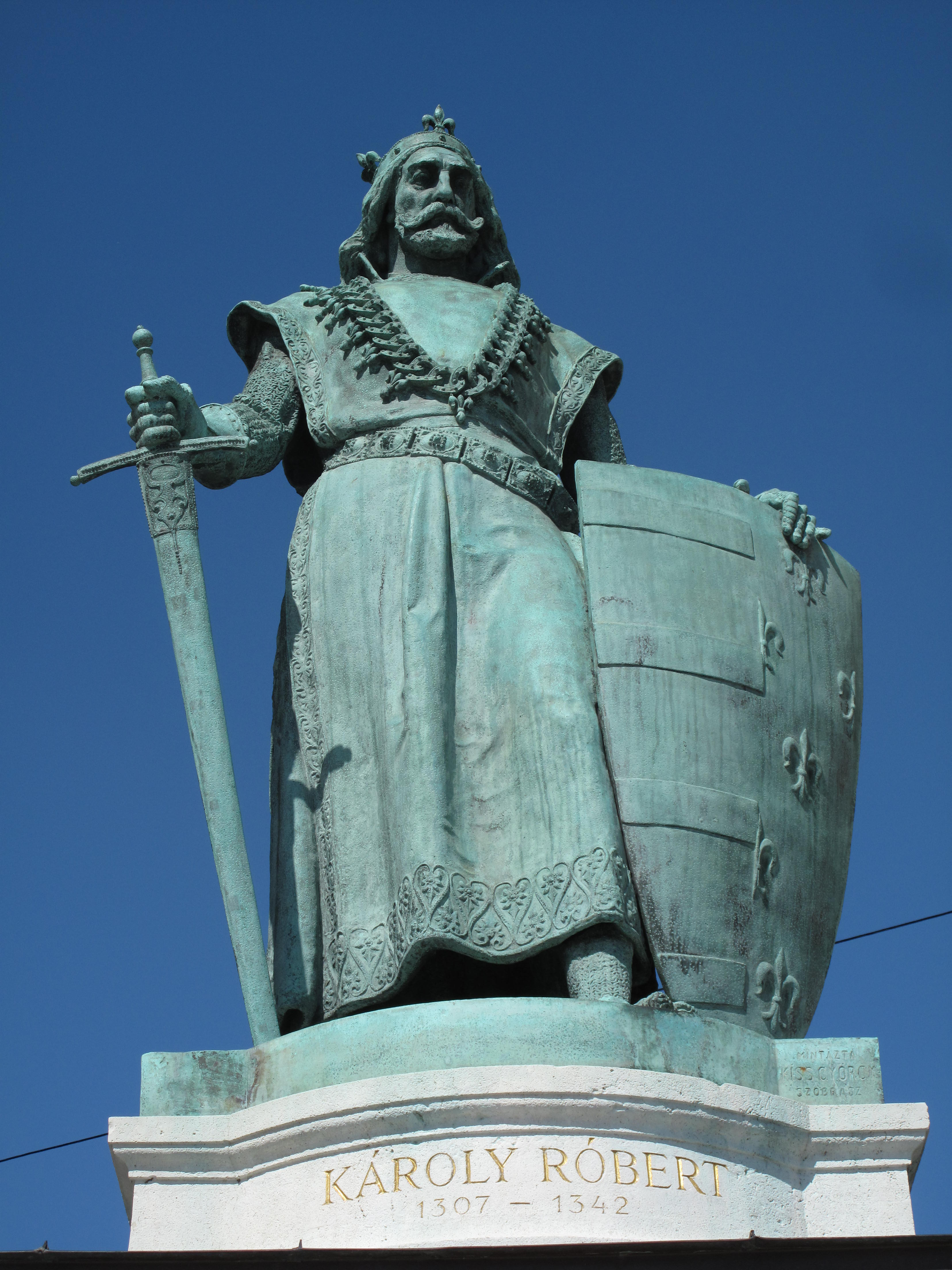
Статуя короля Карла Роберта

В 1312 году произошла битва при Розгановцах, которая принесла победу Карлу Роберту и его сторонникам. Одновременно был положен конец влиянию рода Аба. Карл Роберт конфисковал замок Фюзер и назначил кастеляном своего верного соратника Филиппа Другета.
Карл Роберт и его преемник Людовик I Великий, желая сломить могущество магнатов и держать земли королевства под надёжным контролем, создали систему феодальных замков. Король назначал кастелянами только доверенных лиц. Одновременно эти люди исполняли роль наместников окрестных территорий. Карл Роберт, не желая повторять ошибках своих предшественников, позаботился о том, чтобы провинциальные лорды не приобрели чрезмерного влияния. В частности, кастеляны не могли передавать контроль на замками своим сыновьям. Однако Другет Фюлоп , которого король считал важным союзником, стал исключением. Несколько замков стали его частным владением. Правда, Фюзер король хоть и доверил в управление Драгету, но сохранил в своей собственности.
Фактические задачи, связанные с управлением замком Фюзер, с 1320 по 1330 год выполнял Михаил Ламперт, также известный как Михай Фюзери. Около 1350 года кастеляном стал Тамас Сенди. Вероятно, в это время замок был значительно расширен. Не исключено, что в это же время была построена надвратная башня. 
Чтобы расплатиться со своим сторонникам, император Священной Римской империи Сигизмунд, занявший ещё в 1387 году трон Венгрии, заложил Фюзер вместе с более чем половиной королевских замков. Таким образом, контроль над крепостью оказался в руках семьи Ратот. Позже король выкупил поместье и в 1389 году подарил его Миклошу и Яношу, сыновьям судьи и своего сторонника Петера Перени.

### Владении семьи Перени

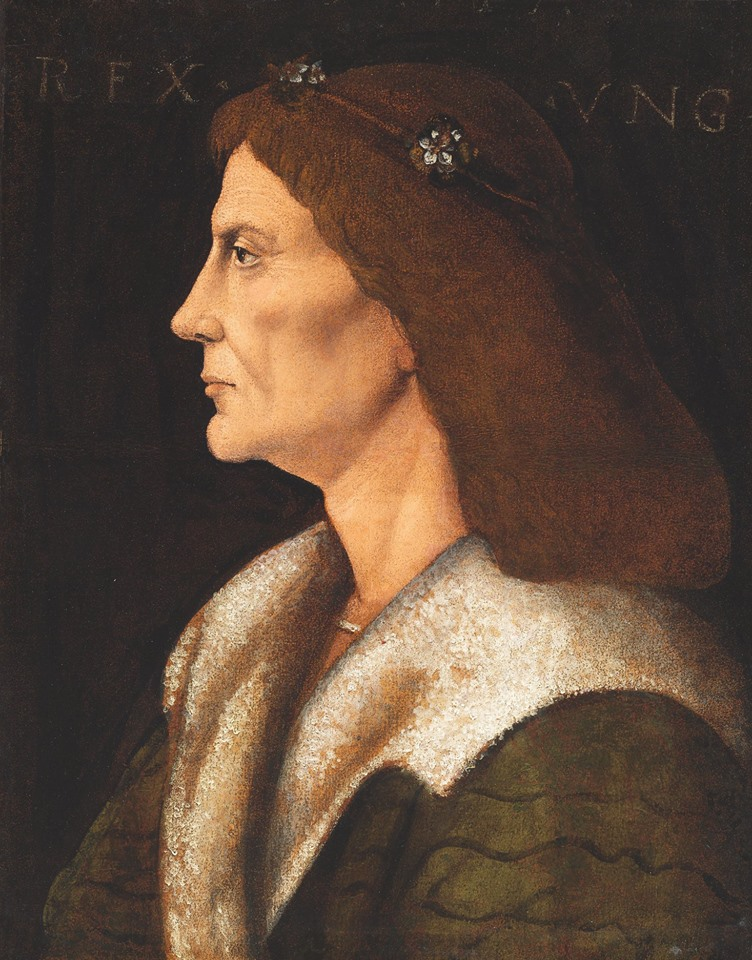
Матьяш Хуньяди

Возвышение рода Перени соответствовало политике Сигизмунда по замене прежних могущественных и своенравных магнатов новой лояльной знатью. Петер Перени сначала стал кастеляном замка Регек, а затем крепости Диошдьёр. В 1387 году король подарил семье верного вассала резиденцию Теребеш (современный Требишов). Сыновья Петера, Миклош и Янош, вскоре получили в управление Фюзер. Их через некоторое время сменил ещё один представитель рода — Имре Перени (канцлер), искренний сторонник короля, который за свою верность получил в личное владение поместье Боршод и титул канцлера.
Тучи сгустились над родом Перени, когда крепость Шарош (современный Вельки-Шариш), которую семья контролировала, а также ещё несколько горных замков на севере Венгрии оказались захвачены гуситами. Ситуация усугублялась тем, что род Перени выступил в конфликт с семьёй Палочо. На некоторое время Фюзер оказался в руках врагов. Война закончилась заключением мирного соглашения в 1446 году, и замок был возвращен семье Перени. Его сделал своей резиденцией Янош Перени.
В 1459 году Иштван, сын Яноша Перени, поддержал мятежного Матьяша Хуньяди. Позже Иштван сражался в армии нового короля, чтобы отвоевать бывшие замки Перени, всё еще находившиеся в руках гуситов. В 1465 году вместе со своими братьями он получил замок Фюзер в полную собственность. Иштван Перени и его брат Миклош принимали участие в восстании 1471 года против Матиаса. Бунт потерпел неудачу. Но последовало королевское прощения и Фюзер избежал конфискации.

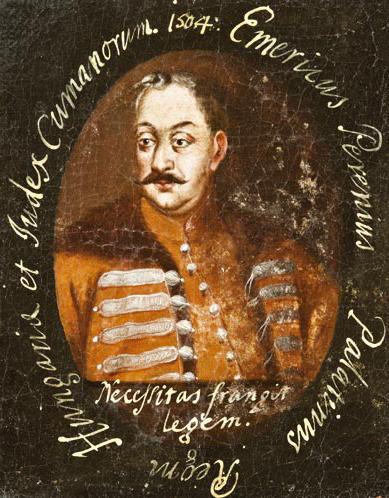
Перени, Имре (палатин)

К концу 1470-х годов члены рода Перени начали требовать новых привилегий, добиваясь большей автономии своих владений. В итоге король выступил против непокорных вассалов с армией. Во время вооруженного конфликта, развернувшегося осенью 1483 года, Матьяш I осадил несколько опорных пунктов Переньи, в первую очередь замок Теребеш. Когда оборона была прорвана и часть представителей семьи Перени оказалась в плену, гарнизоны остальных укреплений предпочти сложить оружие. В том числе и воины, защищавшие Фюзер. Иштван потерял свои поместья. Но позже Матьяш I вернул замок Фюзер сыну Иштвана, Имре Перени.
Главной семейной резиденцией рода Перени считался Теребеш. Поэтому замок Фюзер стал постепенно приходить в упадок. Поимо прочего, его минусом считалась удалённость от важных торговых маршрутов. Был и ещё один недостаток. Если в XIII–XIV веках, во времена постоянных междоусобиц, представители знати считали нормальный проживание в труднодоступных замках, то к XVI веку нравы изменились. Аристократы стремились к комфорту и предпочитали строить дворцовые резиденции не на вершинах гор, а в тех местах, куда было проще добираться и где имелось место для просторного сада. Однако весь XV век Фюзер оставался жилой резиденцией. Вероятно, дошедшая до гас замковая капелла свой нынешний вид обрела именно в эту эпоху.
В начале XVI века для труднодоступных горных замков нашлось ещё одно применение. Всё чаще вместо жилой резиденции их использовали как тюрьмы. Но не забывали и о военном значении. Только развитие военного искусства и рост роли артиллерии требовал серьёзной модернизации прежних фортификационных объектов. Лидеры рода Перени посчитали замок Фюзер наиболее важным убежищем на случай, если бы пришлось защищаться. Поэтому было принято решение о проведении масштабных работ по перестройке крепости. Работы велись в несколько этапов. Именно тогда перед надвратной башней возвели пятиугольный бастион. На момент постройки это очень современный бастион итальянской системы. Кроме того, укрепили крепостные стены и построили большой бастион в западной части крепости. Из-за рельефа восточная стена замка, которую считали уязвимой для штурма, не могла быть укреплена бастионами. Поэтому её окружили ещё одной внешней стеной толщиной около метра. Где была возможность, перед стенами создавали земляные валы для защиты от артиллерийского огня. Многие крепости, созданные между 1530 и 1567 годами, возводились по системе, придуманной итальянским фортификатором Алессандро Ведани. В то время Имре обрёл значительную популярность в Венгрии. Он интересовался искусства эпохи Возрождения. Неудивительно, что многие постройки имели харакnерные для архитектуры ренессанса элементы.

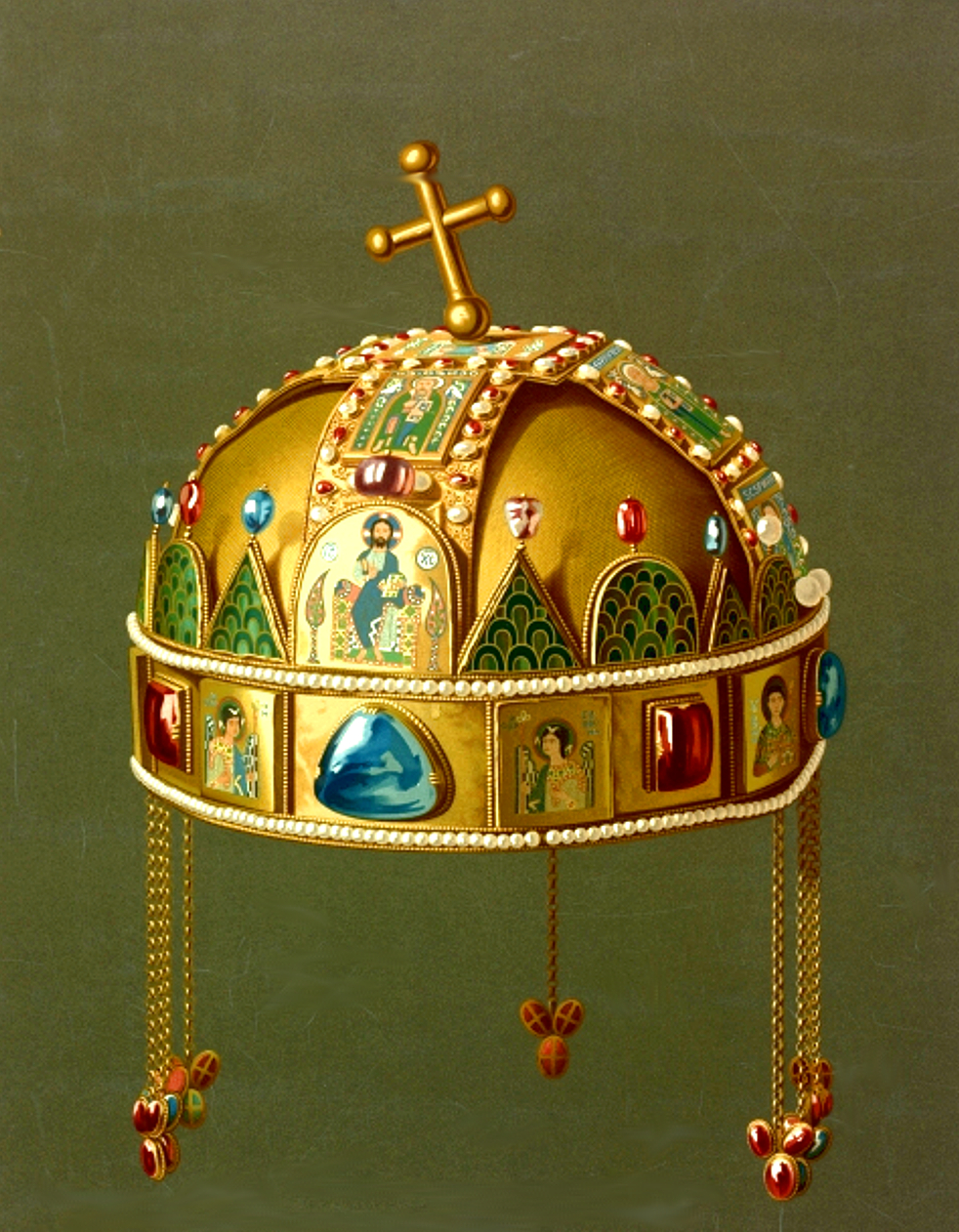
Корона королей Венгрии

Сыновья Имре, Петер и Ференц, приняли участие в грандиозной битве при Мохаче. Живым вернулся домой только Петер. Он имел статус коронного гвардейца короля. Однако в 1526 году, после коронации Яноша I Запойяи, вместо того, чтобы отправить корону в традиционное место ― Вышеградский замок, Петер перевёз её в Фюзер и прятал там не менее года. Мотивы такого поступка не очень ясны. Но достоверно известно, что корона вернулась в Вышеград после коронации Фердинанда.
В 1530-х годах Петер Перени стал сторонником протестантских идей. Считается, что более ранние статуи в замковой часовне были убраны в этот период. Сын Петра, Габор, также с энтузиазмом участвовал в движениях Реформации. В этот период замок Фюзер, считавшийся неприступны, стал местом религиозных диспутов между последователями Лютера и приверженцами распространяющегося кальвинистского течения. Активное участие в диспутах принимал известный деятель Реформации Теодор Беза.
В последующий период владение замком в основном определялось политическими амбициями семьи Перени. Ранее Габор в обмен на высокопоставленных титулы и должности (магистр, судья, тайный советник) согласился с условием, что при отсутствии у него законного наследника, имение и замок перейдут в королевскую собственность. В 1567 году Габор умер бездетным. Род Перени пресёкся. Так был положен конец двухсотлетнему периоду владения замком Фюзер родом Перени.

### Во власти семейБаторииНадашди

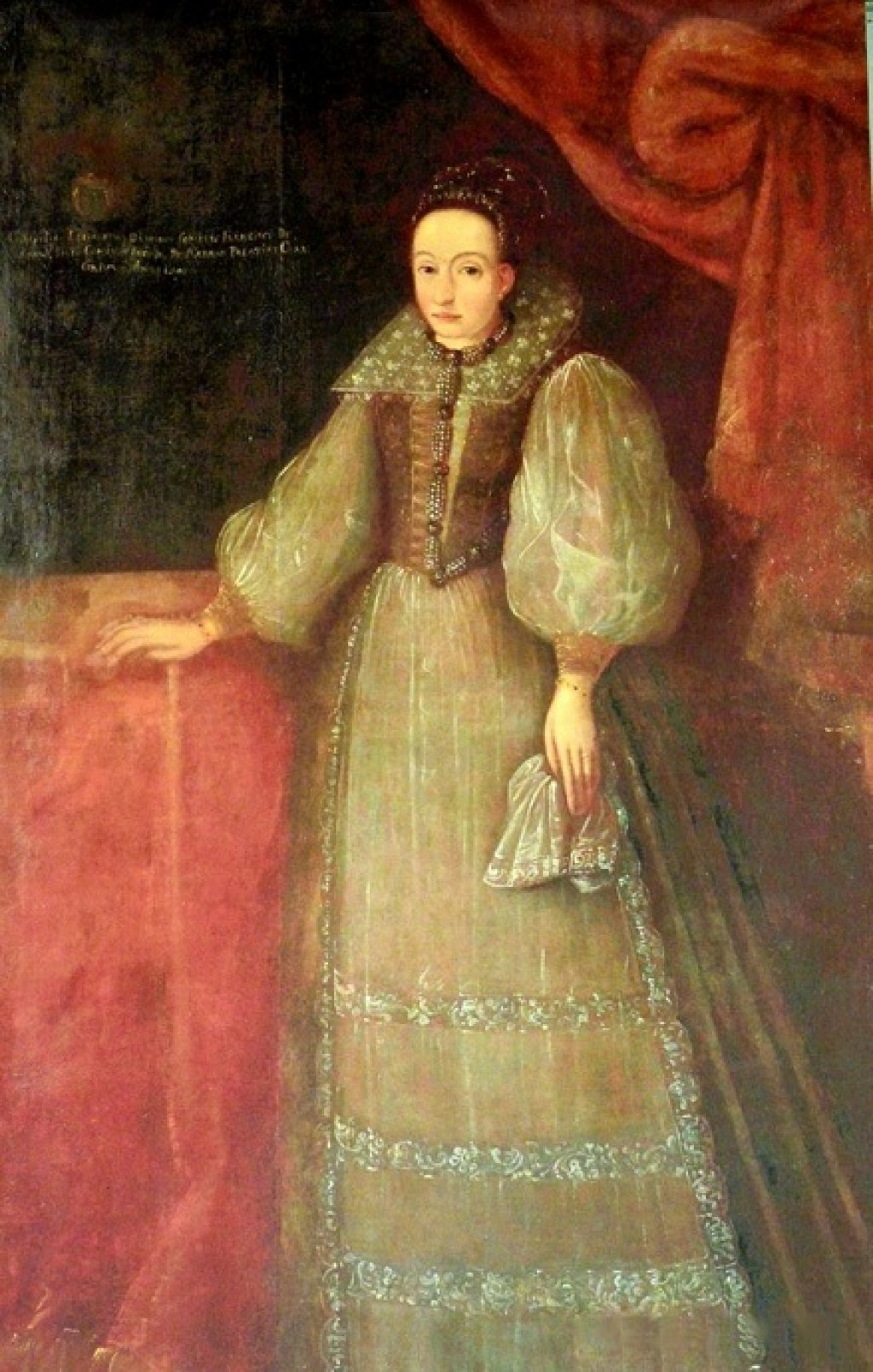
Елизавета Батори

В XVI веке замок и окружающие его земли оказались вдали от территорий, оказавшихся в турецкой оккупации. Фюзер даже не стал пограничной крепостью. Замок избежал осад и нападений. Зато сохранились сведения об активной хозяйственной деятельности. В замке работала пивоварня, кузнец и различные мастера.
После смерти Габора Переньи последовал долгий период судебных тяжб. Несколько семей заявили о своих претензиях на огромное поместье и пытались оспорить заключённый последним владельцем договор с королём. Ситуация разрешилась только к 1590-м годам. Влиятельный род Батори приобрёл поместье по дарственной грамоте. За Фюзер пришлось заплатить очень внушительную сумму — 55 000 венгерских форинтов. Замок вместе с несколькими деревнями непосредственно оказался в руках Миклоша Батори, исполнявшего функции судьи региона, и его брата Дьёрдя.
В конце XVI века преобразование структуры помещичьего хозяйства (рост товарного производства, рост денежных потоков) вызвало необходимость строительства отдельного усадебного особняка как административной резиденции и комплекса разных зданий и сооружений. В итоге началось строительство домов у подножия холма. Усадьба, вероятно, была деревянной. В любом случае, это здание не сохранилось.
Эпоха владения замком родом Батори оказалась непродолжительной. Единственный сын Дьёрдя Батори умер в 1605 году. Поэтому владелец поместья был вынужден оставить родовую собственность своей дочери, Елизавете Батори. Эта женщина обрела печальную славу главной садистки эпохи. Позже поместье перешло к её супругу Ференцу Надашди.
Поскольку род Надашди владел обширными богатыми поместьями в западной части Венгрии, то не очень доходный Фюзер решили передать в залог. Представители рода Надашди нечасто посещали Фюзер. А те люди, которые взяли поместье в залог, предпочитали жить в господском доме в долине. Таким образом замок оказался вовсе необитаемым. Укрпления ветшали, но ремонт никто не производил.

### Разрушение замка

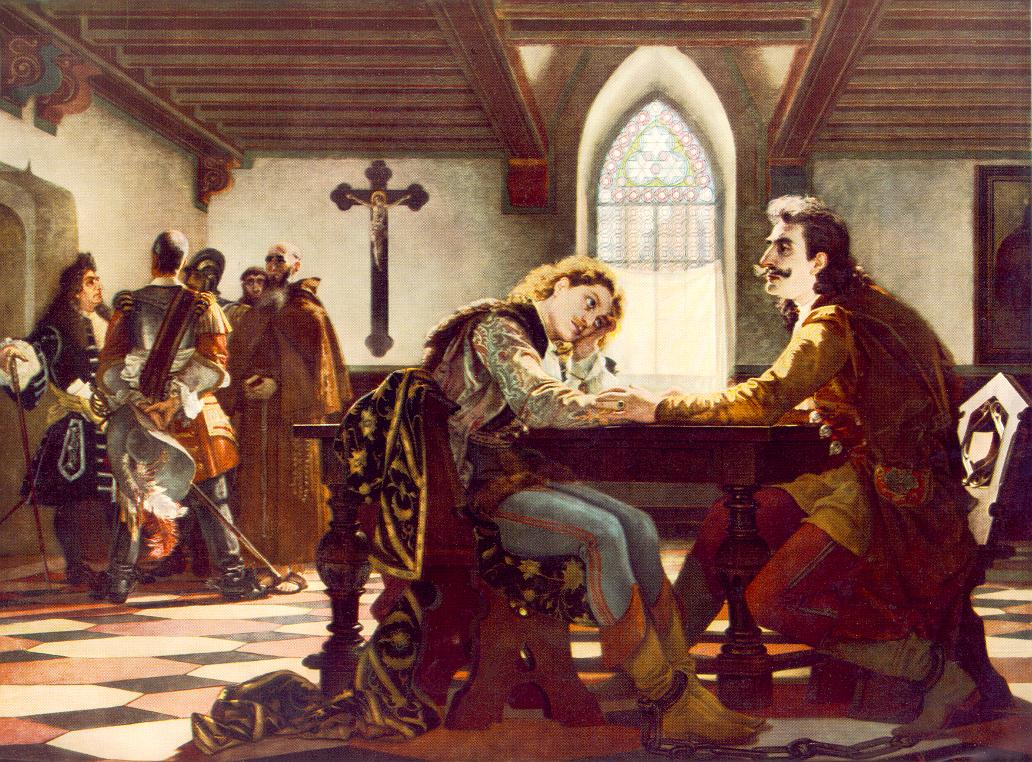
Фран Крсто Франкопан и Пётр Зринский

В 1654 году Ференц Надашди подписал договор с Имре Мосдосси и его женой Софией. Согласно документу супруги давали 6000 серебряных форинтов и 6000 золотых форинтов за то, что после смерти Ференца замок и поместье достанется им. Однако в  марте 1659 года стало известно, что после смерти Ференца Надашди замок Фюзер должен достаться Ференцу Йекею. Эта запутанная история произошла из-за того, что земли и строения неоднократно закладывались. Многократные залоги также привели к тому, что к 1665 году значительная часть прежних прилегающих владений оказалась в собственности у Ференца Бониса. 
Всё резко изменилось, когда началась подготовка национального восстание против всесилия Габсбургов (Заговор Зринских — Франкопана). Граф Ференц Надашди, который в то время был королевским наместником, также принял участие в планировании мятежа. Но заговор провалился. Ференц Надашди был арестован, а затем принял мученическую смерть 30 апреля 1671 года. Со смертью Надашди вступило в силу соглашение с Мосдосси. Но замок оставался в руках Ференца Йекея. К тому же действовал императорский запрет на сделки с собственностью казнённых заговорщиков. Приходским священником деревни в то время был известный монах и проповедник Паулин Дьёрдь Чепеллени. Он часто проводил службу в замковой капелле и благодаря этому Фюзер не был окончательно заброшен.
Вскоре император прислал в замок свой гарнизон, составленный из немецких солдат-наёмников. Но средств на ремонт укреплений не выделялось. А вскоре солдаты покинули ставший неуютным Фюзер. Обезлюдевший замок через некоторое время разграбили жители окрестных деревень. С одной стороны замок потерял своё прежнее военное значение, но с другой Габмбурги опасались, что Фюзер может служить опорной базой для сторонников борьбы за независимость Венгрии. В результате а 1676 году солдаты имперской армии расшатали укрепления Фюзера и частично снесли их (вопреки распространенному мнению, замок, не был взорван). Деревянные крыши и перекрытия предали огню. В последующие десятилетия местные жители стали использовать разрушенный замок как склад стройматериалов. Фюзер превратился в руины.
Позже, во время правления Имре Тёкёли, комплексом зданий завладел Иштван Надашди. Но в то время лишь небольшая часть комплекса могла использоваться как склады или мастерские. В 1686 году барон Ласло Каройи получил от короля прилегающее поместье. Но замок так и остался лежать в руинах.

### Эпоха романтизма

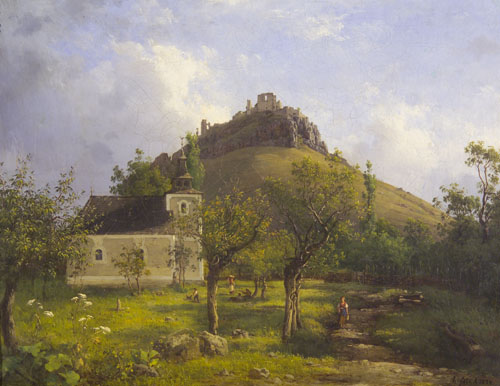
Замок на картине 1854 года

К XVIII веку пришло понимание, что замок Фюзер, как и другие руины венгерских замков, является важным памятником национального прошлого. Литераторы воспевали прежнюю крепость в своих произведениях. В XIX веке появились первые картины с изображением живописных руин замка. Наиболее известными из них являются работы венгерского художника Антала Лигети и австрийского художника Томаса Эндера. Важную роль в последующем сыграли гравюры Лигети, поскольку зафиксировали остатки нескольких зданий, исчезнувших к началу XX века. Несмотря на рост интереса к истории, весь XIX век замок продолжал разрушаться. 
Среди первых примеров научной документации важное значение имеет издание в 1886 году книги Андраша Комароми. В этой работе автор напечатал подробное описание Фюзера, найденное в документах за 1665 год. Пригодились и рисунки, сделанные графиком Виктором Мысковским в 1890 году. Удалось убедить местных жителей прекратить использовать руины как каменоломню. 

### XX век

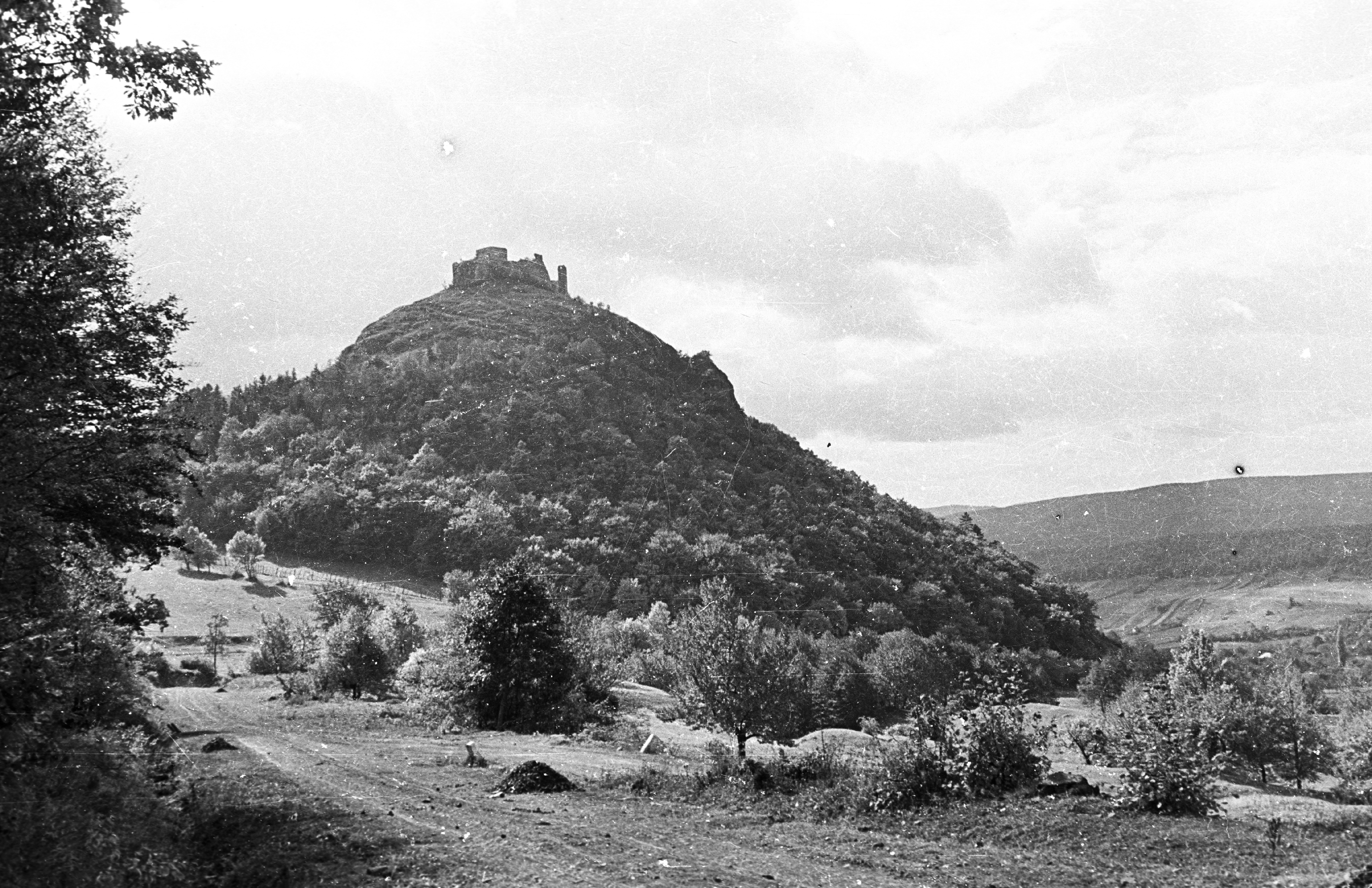
Руины замка на фотографии 1967 года

В 1910 году Бела Виттих, помощник местного лесничего, официально попросил Национальный комитет памятников взять замок под охрану. Эта просьба была удовлетворена. В Фюзер был направлен архитектор Кальмана Люкса. Он составил описание сохранившихся фрагментов каменных сооружений и сделал их фотографии. В 1911 году Бела Петтко опубликовал работу по истории замка. Там имелось описание, сохранившееся с 1620 года. 
В 1928 году Оскар Лачай-Фриц сделал обзор и зарисовки замковой горы. А вскоре началось восстановление замковой капеллы. В 1935 году Геза Лукс задумал восстановить надвратную башню. Но вплоть до 1990-х годов полноценных ремотных работ не велось.
В 1977 года Иштван Фельд и Хуан Кабельо начали профессиональные археологические раскопки в районе замка. Это задержало принятие решения о реставрации комплекса. 
Вопрос реконструкции снова встал на повестку дня в 1992 году. Возникла Ассоциации Фюзера, в которую вошли историки и энтузиасты. Под руководством археолога Золтана Симона на замковом холме активисты начали реставрационные работы. Первыми работниками стали старшеклассники из школьных творческих лагерей. В ходе работ было убрано большое количество мусора. Но без серьёзного финансирования о полноценном восстановлении крепости было рано мечтать.

### XXI век
Средства на реставрацию были выделены властями Венгрии в начале XXI века. На основе подробных археологических материалов Петер Олтай подготовил разрешительные планы реконструкции верхнего замка. Работы велись в период с 2004 по 2006 год. В 2009 году началась реконструкции надвратного бастиона и каменных опор нижнего подъемного моста. Вскоре завершилось восстановление капеллы, восточной надвратной башни, пекарни и кухни. Планы реконструкция прочих зданий замка была подготовлены в 2011 году Балинтом Келеменом и Нандор Мерлом. Но строительные работы начались только в 2015 году после того, как Европейский Союз выделил на эти цели два млрд форинтов. Эти средства пошли и на реконструкцию форбурга (Нижнего замка). Параллельно велись работы по восстановлению аутентичных интерьеров. 
В научной среде нашлись и те, кто выступил с критикой проведённых работ. Восстановленный замок называли новоделом, который слабо связан с настоящей историей. 

## Современное использование
Обновленный замок Фюзер официально открыл свои двери для постеителей 27 марта 2016 года. В помещениях крепости действует музей, посвящённый истории Фюзера. В некоторых залах представлена интерактивная экспозиция, поясняющая повседневную жизнь солдат, слуг и владельцев.

## Галерея

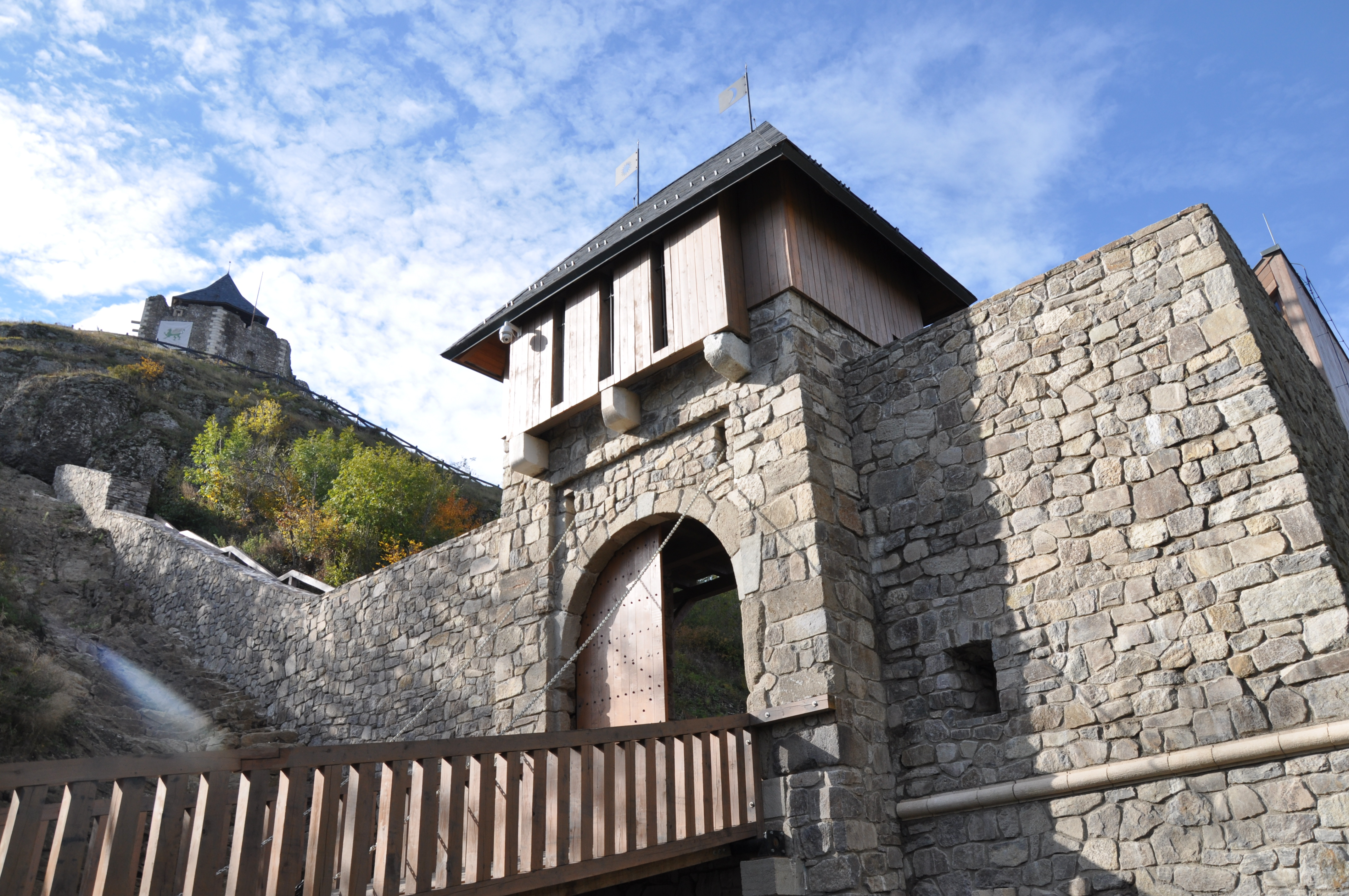
Башня форбурга
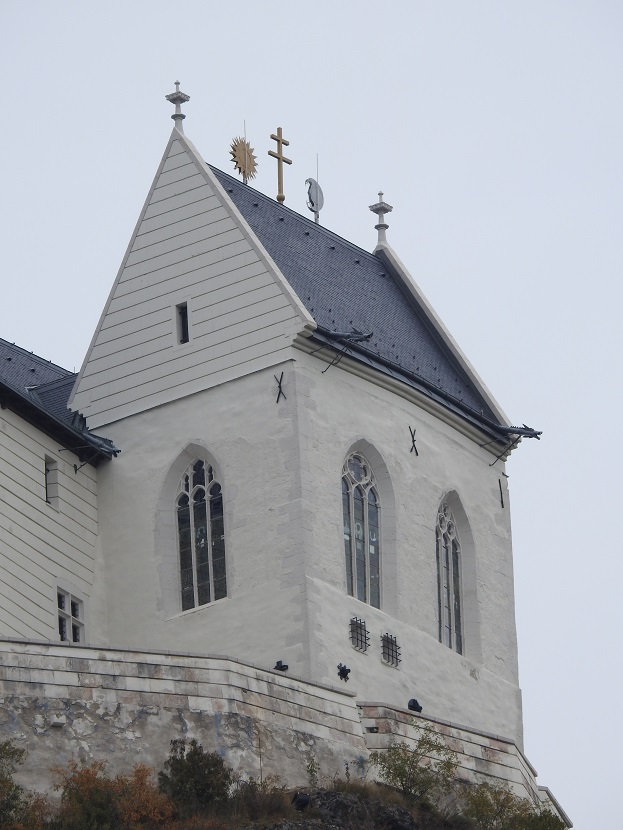
Замковая капелла
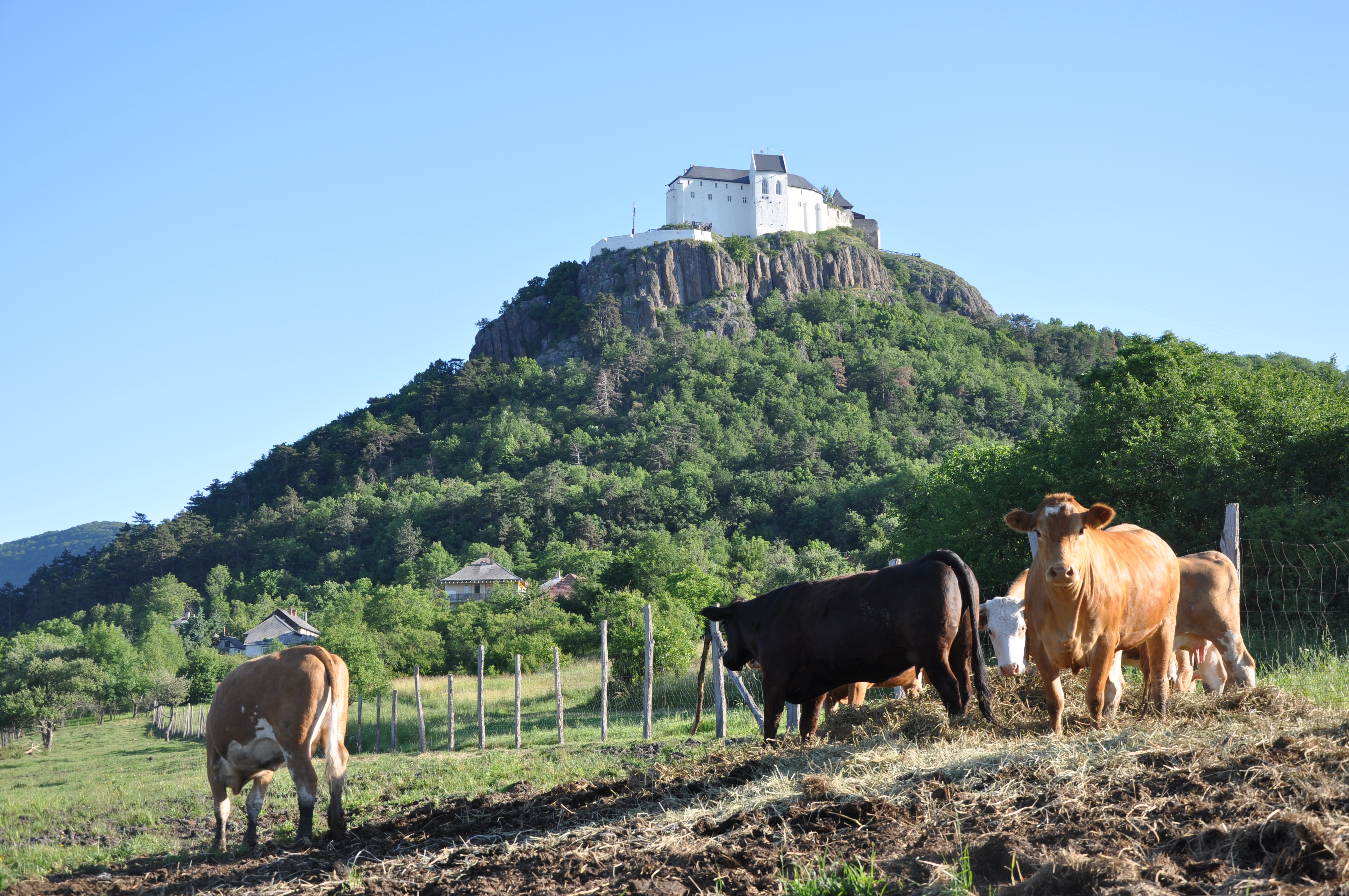
Вид замка из долины
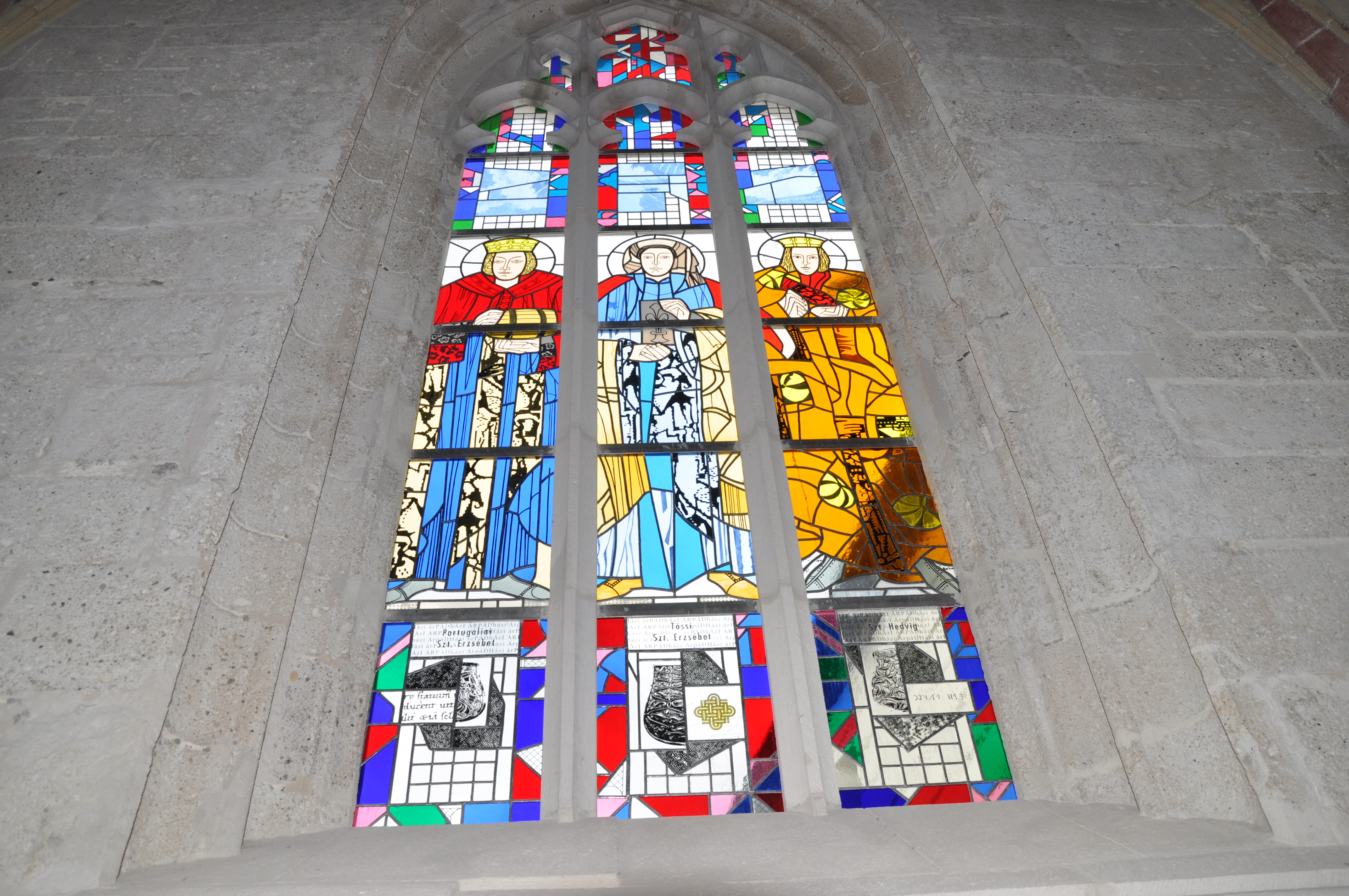
Витражи капеллы
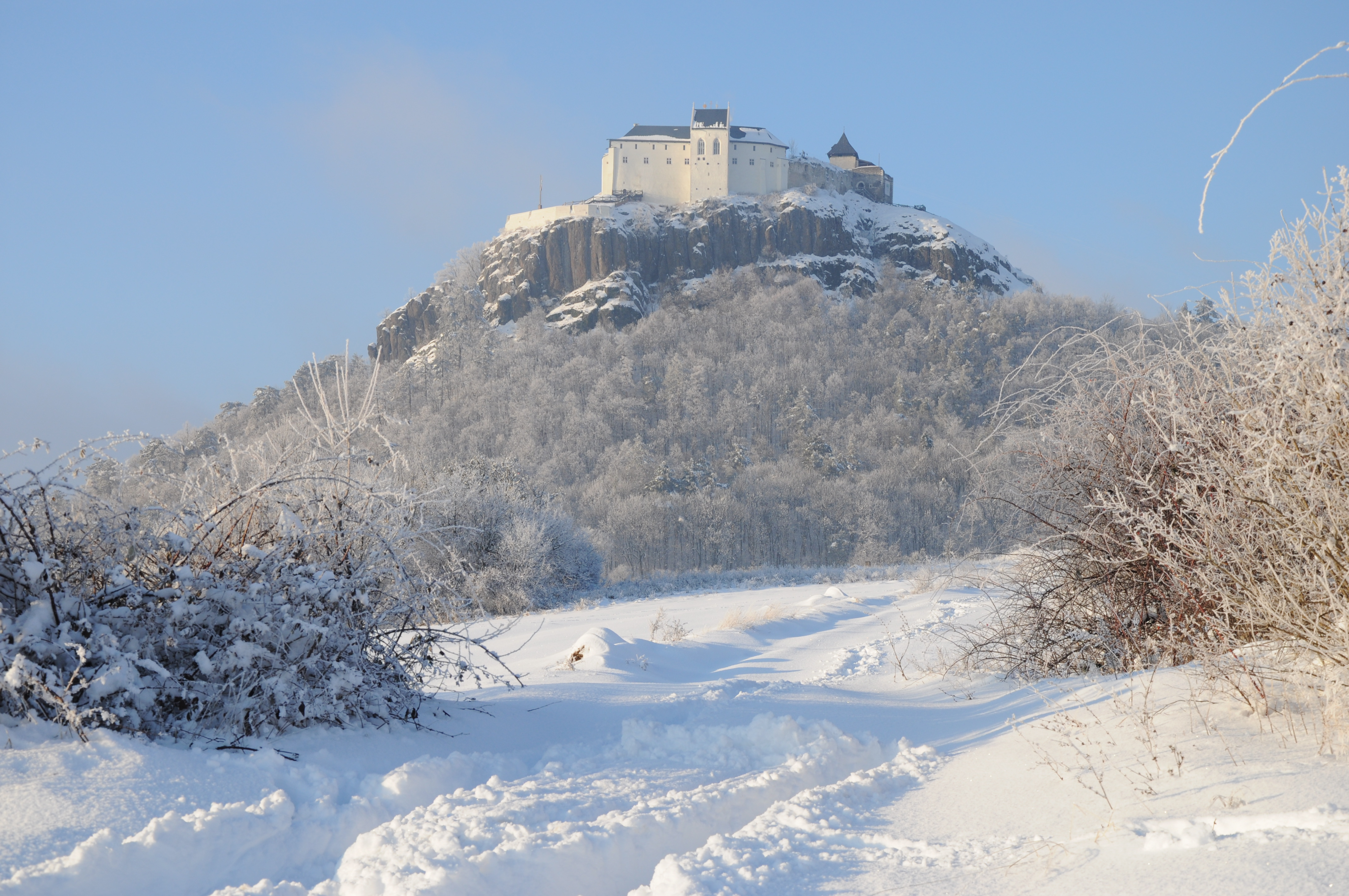
Замок зимой